# Haideggendorf
Haideggendorf ist eine Ortschaft der Gemeinde Pinggau in der Steiermark mit 239 Einwohnern (1. Jänner 2024).
Haideggendorf befindet sich südwestlich von Pinggau unweit der Steinamangerer Straße, die hier als Zubringer zur Süd Autobahn fungiert.
Alljährlich findet hier am letzten Donnerstag im Fasching der alte Brauch des Stocktragens statt, wo symbolisch ein Stock (Joch) übergeben wird, der das Amt des Dorfrichters kennzeichnet. Am Tag der Richterwahl wird dieser in einem Haus versteckt und die Kinder des Ortes suchen diesen Stock.